# Noticias SIN
Noticias SIN es un sistema informativo dominicano que se transmite por el canal Color Visión (canal 9). Es una de las principales fuentes de noticias televisivas del país, con una programación enfocada en el acontecer nacional e internacional. Su nombre proviene de las siglas de Servicios Informativos Nacionales, y su labor se ha centrado en ofrecer cobertura periodística con enfoque investigativo, análisis y seguimiento a temas sociales, económicos y políticos de la República Dominicana.
El noticiario es producido por el Grupo SIN, un conglomerado de comunicación fundado por el periodista Fernando Hasbún, y tiene como figura destacada a la reconocida comunicadora Alicia Ortega.

## Historia
Noticias SIN surgió en el año 2009 como una propuesta informativa independiente, tras la salida del equipo de Noticias Univisión Canal 13. Su creación estuvo liderada por Fernando Hasbún y Alicia Ortega, quienes fundaron el Grupo SIN con la intención de ofrecer un periodismo más profundo, investigativo y enfocado en temas de interés social. El proyecto encontró espacio en la parrilla de Color Visión, uno de los canales de televisión más vistos del país, permitiendo así una rápida penetración en la audiencia nacional.
Desde sus inicios, el noticiario se diferenció por la calidad de sus reportajes, la seriedad de su línea editorial y su compromiso con la transparencia y la ética periodística. Programas como El Informe con Alicia Ortega han recibido reconocimientos por investigaciones que han expuesto casos de corrupción, abuso de poder y deficiencias institucionales. Estas investigaciones han tenido repercusiones a nivel judicial y han influido en la agenda pública.